# Regional District of East Kootenay
Der Regional District of East Kootenay ist ein Bezirk in der kanadischen Provinz British Columbia. Er liegt im äußersten Südosten der Provinz, ist 27.541,84 km² groß und zählt 60.439 Einwohner (2016). Beim Zensus 2011 wurden noch 56.685 Einwohner ermittelt. Hauptort ist Cranbrook.
Abweichend vom überwiegenden Teil von British Columbia gilt im Regional District of East Kootenay nicht die Pacific Standard Time, sondern die Mountain Standard Time.

## Administrative Gliederung

### Städte und Gemeinden
| Ort                | Status                | Bevölkerung |
| Cranbrook          | City                  | 20.047      |
| Elkford            | District municipality | 2.499       |
| Fernie             | City                  | 5.249       |
| Invermere          | District municipality | 3.391       |
| Kimberley          | City                  | 7.425       |
| Radium Hot Springs | Village               | 776         |
| Sparwood           | District municipality | 3.784       |

### Gemeindefreie Gebiete
- East Kootenay A
- East Kootenay B
- East Kootenay C
- East Kootenay D
- East Kootenay E
- East Kootenay F